# 布格替尼
布格替尼（Brigatinib，商品名为安伯瑞）是一种ALK酪氨酸激酶抑制剂，用于治疗于间变性淋巴瘤激酶（ALK）阳性的局部晚期或转移性的非小细胞肺癌 （NSCLC）。
如果与西妥昔单抗或帕尼单抗等抗EGFR抗体联合使用，布格替尼可以克服EGFR C797S突变对奥希替尼的耐药性。

## 作用机制
布格替尼为酪氨酸激酶抑制剂，在临床可达到的浓度下对包括ALK、ROS1、胰岛素样生长因子-1 受体（IGF-1R）、FLT-3以及EGFR缺失和点突变等多种激酶具有体外抑制作用。在体外和体内试验中，布格替尼可抑制ALK的自身磷酸化和ALK介导的下游信号蛋白STAT3、AKT、ERK1/2和S6的磷酸化。布格替尼还可抑制表达EML4-ALK和NPM-ALK融合蛋白细胞株的体外增殖，剂量依赖性的抑制 EML4-ALK阳性的非小细胞肺癌小鼠异种移植瘤的生长。

## 不良反应
布格替尼最常见不良反应（发生率大于25%）：腹泻、恶心、呕吐、皮疹、咳嗽、呼吸困难、高血压、疲劳、肌肉疼痛、头痛。

## 相互作用
布格替尼与强效或中效CYP3A抑制剂联合给药增加了布格替尼的血浆浓度，可能增加不良反应的发生率。同时给予布格替尼与强效或中效CYP3A诱导剂可降低布格替尼的血浆浓度，这可能17/25会降低布格替尼的疗效。
布格替尼可降低敏感 CYP3A 底物的浓度。